# Boeing
The Boeing Company ist ein US-amerikanischer Hersteller von Luft- und Raumfahrttechnik. Er war im Jahr 2020 der zweitgrößte Produzent innerhalb seiner Branche (nach Lockheed Martin, gemessen am Umsatz). Zu den Produkten des Unternehmens zählen unter anderem zivile und militärische Flugzeuge, Hubschrauber, Raumschiffe und Satelliten sowie Trägerraketen und Raketenwaffen. Gemeinsam mit dem europäischen Wettbewerber Airbus bildet der Konzern das Duopol für Großraumflugzeuge.

## Geschichte der Luftfahrtsparte

### 20. Jahrhundert
Der Ingenieur William Edward Boeing, Sohn des deutschen Auswanderers Wilhelm Böing, hatte an der Yale University studiert und anschließend zunächst in der Holzverarbeitungsindustrie gearbeitet, wo er Kenntnisse über Holzstrukturen erwarb, die ihm für seine spätere Tätigkeit im Flugzeugbau nützlich sein würden. 1915 begann er in Seattle (Bundesstaat Washington) zusammen mit seinem Kollegen George Conrad Westervelt die Arbeit an der B & W Seaplane, einem Wasserflugzeug aus Holz, Leinen und Draht. Als Westervelt seine Mitarbeit beendete, stellte Boeing die ersten beiden B&Ws ohne seine Hilfe fertig. Den Erstflug mit der Bluebill genannten Maschine führte William Boeing selbst am 15. Juni 1916 durch. Die Firmengründung fand am 15. Juli 1916 als Pacific Aero Products Company statt. Bereits 1917 wurde das Unternehmen in Boeing Aeroplane Company umbenannt.

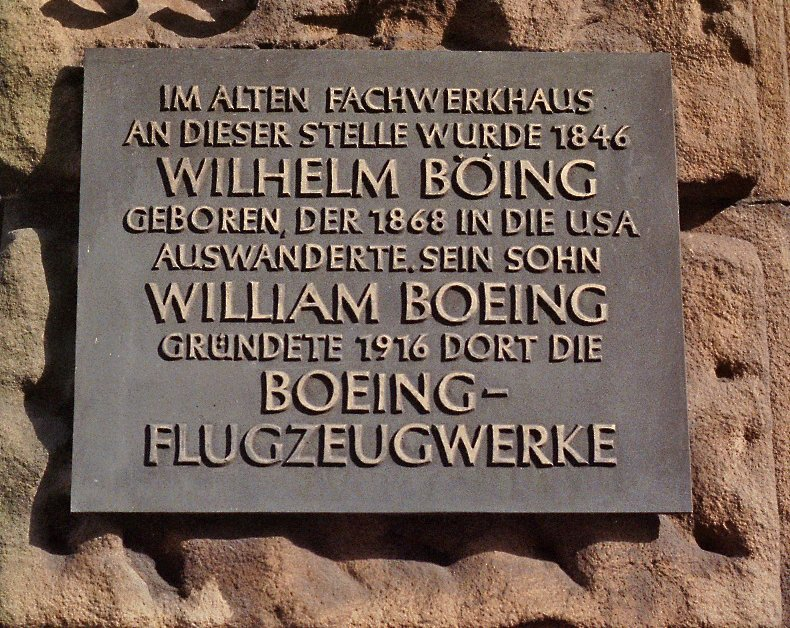
Gedenktafel für Wilhelm Böing in Hagen-Hohenlimburg

Vorläufer von Boeing

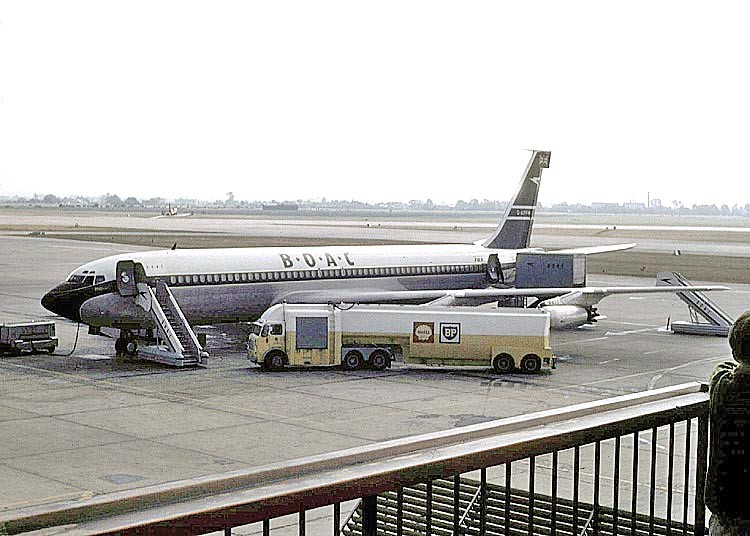
Eine 707 in Heathrow, 1964

Im Jahr 1926 gründete das Unternehmen die Tochtergesellschaft Boeing Air Transport, welche die Ausschreibung des United States Postal Service für Postflüge zwischen Chicago und San Francisco gewann. Der Flugbetrieb wurde am 1. Juli 1927 mit dem Typ Boeing Model 40 aufgenommen. Die Postflüge erwiesen sich als sehr lukrativ, wodurch Boeing Air Transport schnell expandieren und kleinere Gesellschaften wie Varney Air Lines aufkaufen konnte. Im Jahr 1929 übernahm Boeing die Stearman Aircraft Corporation in Wichita (Kansas) und führte den Betrieb als Zweigwerk weiter. Ende der 1920er-Jahre schlossen sich Boeing Company, die Boeing Air Transport und der Motorenhersteller Pratt & Whitney zur United Aircraft and Transport Company zusammen, welche im Jahr 1930 weitere Ausschreibungen für Postflüge gewann.
Als 1934 durch den Air Mail Scandal bekannt wurde, dass bei diesen Ausschreibungen Unregelmäßigkeiten im Spiel waren, kündigte die US-Regierung die Verträge auf und untersagte den Herstellern eine Beteiligung an den im Postflugverkehr tätigen Fluggesellschaften. Die United Aircraft and Transport Company musste dadurch zwangsweise aufgespalten werden. William Boeing verlor seine Klage gegen die Regierungsentscheidung und schied resigniert aus seiner Firma aus. Aus der Auftrennung der Unternehmensgruppe ging unter anderem die Gesellschaft United Air Lines hervor.
Während des Zweiten Weltkrieges entwickelte sich der Flugzeugbauer mit der im Boeing Werk 2 gefertigten B-17 bald zu einem der größten Produzenten von Bombenflugzeugen. Mit dem Beginn des Kalten Krieges konnte Boeing die führende Position in dieser Sparte mit der B-47 und B-52 weiter festigen. Weil die Reichweite dieser Bomber für einen Angriff auf die Sowjetunion nicht ausreichte, entwickelte Boeing für die United States Air Force auch das jetgetriebene Tankflugzeug KC-135, das von Boeing zur 707 weiterentwickelt wurde und so Boeings Aufstieg zum größten Produzenten von Zivilflugzeugen einleitete. Während Boeing mit Zivilflugzeugen immer erfolgreicher wurde, ging der Erfolg bei der Ausschreibung neuer Bomberprojekte zurück.
1997 übernahm Boeing den in der zivilen Luftfahrt zur Nummer drei (hinter Airbus) abgesunkenen Flugzeugbauer McDonnell Douglas und die Aerospace Units von Rockwell International (Boeing North American).
Boeing stellte von 1974 bis 1985 Tragflügelboote, sog. JETFOILs her, das bekannteste Modell ist die Boeing 929. Danach wurden einige Boote mit Boeing-Lizenzen von anderen Werften gebaut.

### Duopol mit Airbus im 21. Jahrhundert
Im März 2001 gab Boeing bekannt, den Firmensitz von Seattle an einen anderen Ort zu verlegen. Im Gespräch waren unter anderem Chicago, Denver oder Dallas, wobei man sich letztlich für Chicago entschied. Die Produktion von Flugzeugen blieb davon unangetastet. Im Mai 2022 gab Boeing bekannt, dass der Firmensitz erneut umziehen werde. Nun wechselte er nach Arlington in Virginia. Er befindet sich heute im Ortsteil Crystal City in Sichtweite zum Pentagon.
Durch eine Krise im Luftverkehr und die Terroranschläge am 11. September 2001 war keine Fluggesellschaft bereit, den zwar schnellen, aber unwirtschaftlichen Sonic Cruiser zu bestellen. Der Konkurrent Airbus gewann immer mehr Marktanteile. Im Militärluftfahrtbereich verlor der Konzern einen großen Auftrag an Lockheed Martin: Das von Boeing entwickelte Militärflugzeug X‑32 wurde von der Air Force abgelehnt. Im Raumfahrtbereich warf die NASA der Boeing Nachlässigkeiten wegen des Columbia-Unglücks vor.
Boeing verbuchte im Geschäftsjahr 2002 einen Umsatz von 54,069 Milliarden US-Dollar bei einem Gewinn von 0,492 Milliarden US-Dollar. 2002 lieferte Boeing 381 Flugzeuge aus.
Im Jahr 2003 gab das Unternehmen bekannt, die 757-Produktion Ende 2004 einzustellen – seit den Terroranschlägen 2001 waren nur neun Flugzeuge dieses Typs bestellt worden. Auch die 767, im transatlantischen Luftverkehr in der vorangegangenen 20 Jahren gut vertreten gewesen, drohte wegen mangelnder Nachfrage das Aus, zumal ein Nachfolgemodell, die 787, bereits angeboten wurde.

Netto-Bestellungen von Flugzeugen zwischen 2001 und 2015 von Boeing und Airbus

Mit der 787 versuchte Boeing, auf dem 250-Sitzer-Markt wieder Fuß zu fassen. Das Modell sollte die 757 und die 767 ersetzen. 2005 gab das Unternehmen bekannt, auch die 717-Produktion Ende 2006 einzustellen, als Grund wurde abermals mangelnde Nachfrage angegeben.
Boeing erklärte das Direktverbindungskonzept, im Gegensatz zum Drehkreuzkonzept, zum Luftverkehrsmodell der Zukunft. Daher würden zukünftig kleinere Flugzeuge mit größerer Reichweite erforderlich.
2005 wurde der Bau der Rumpfteile in die Spirit AeroSystems ausgelagert. Seither ist die Anzahl der bestellten Flugzeuge wieder deutlich angestiegen. Auch die Umsätze und Gewinne im Vergleich zu den Jahren davor sind wieder gestiegen, sodass die Krise mit dem Jahr 2005 vorerst beendet wurde. Im Jahr 2010 ist der Umsatz allerdings im Vergleich zum Vorjahr von 68,281 Mrd. auf 64,308 Mrd. US-Dollar gesunken. Den größten Umsatzrückgang musste die zivile Flugzeugsparte hinnehmen, dort sank der Umsatz von 34,051 Mrd. auf 31,834 Mrd. US-Dollar. Dies dürfte auf Spätfolgen der Finanzkrise zurückzuführen sein, da viele Fluggesellschaften Aufträge stornierten oder aufschoben mitunter wegen des erneut stark gestiegenen Ölpreises und weiterhin bestehenden Sorgen über die Erholung der weltweiten Konjunktur.
Jedoch sank auch der Umsatz im militärischen Bereich (Boeing Defense, Space & Security) von 33,66 Mrd. auf 31,94 Mrd. US-Dollar. In der militärischen Sparte dürften ähnliche Gründe wie im zivilen Bereich für den Rückgang eine Rolle spielen, beispielsweise war 1995 ursprünglich geplant 800 F-22-Jagdflugzeuge zu beschaffen, aufgrund der sehr hohen Kosten und günstigeren Alternativen wie der F-35 wurden letztendlich lediglich 187 Exemplare bestellt. Allerdings handelt es sich dabei um Folgen der weltweiten Finanzkrise.
Zusammen mit American Airlines, United Airlines, US Airways, Delta Air Lines und Continental Airlines reichte Boeing im Jahr 2007 eine Klageschrift gegen FBI und CIA ein. Geklärt werden sollte, ob diese Fluggesellschaften eine Mitschuld an den Terroranschlägen vom 11. September 2001 tragen und/oder ob ihre Reaktionen richtig und angemessen waren.
Im Jahre 2013 schloss Boeing das Werk in Wichita durch Kürzungen im US-Verteidigungsetat. 2160 Beschäftigte wurden ab dem 3. Quartal 2012 entlassen.
2012 hatte Boeing wieder – seit 2007 – mehr Flugzeuge in Bestellung und Auslieferung als Airbus.
2015 gab Boeing bekannt, die Boeing 737-Endmontage in die Volksrepublik China zu verlegen, da chinesische Leasingunternehmen bis zu 250 Boeing 737 und 50 Langstreckenflugzeuge bestellten. Das Werk wurde mit der chinesischen Comac, die zu 40 % am Werk beteiligt ist, gebaut. Am 15. Dezember 2018 wurde die erste in China fertiggestellte Boeing 737 MAX an Air China übergeben.
Am 5. Juli 2018 gab Boeing bekannt, dass sie den brasilianischen Flugzeughersteller Embraer zu 4⁄5 und zu einem Preis von 4,2 Milliarden Dollar übernehmen wolle. Am 25. April 2020 waren die Verhandlungen mit Embraer abgebrochen. Embraer bedauerte den Ausstieg. Boeing machte nicht erfüllte Bedingungen seitens Embraer geltend.

### Flugzeugabstürze 2018 und 2019 und folgende Krise

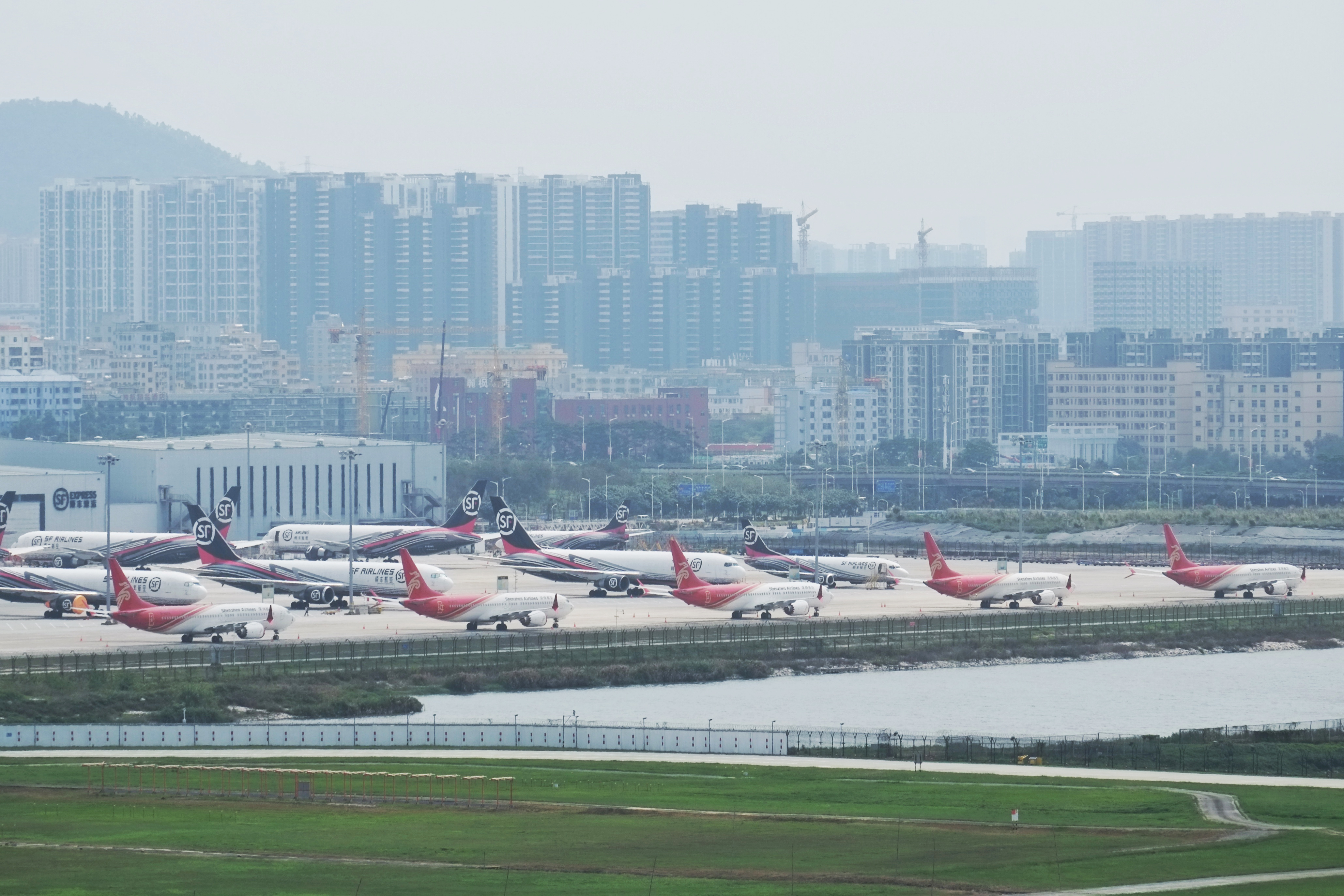
Ab dem 11. März 2019 mussten alle Maschinen der Serie 737 Max in China am Boden bleiben, am 12. und 13. folgten die Grounding-Anordnungen von EASA und FAA

Am 29. Oktober 2018 und am 10. März 2019 kam es zu zwei Abstürzen von Boeing-737-MAX-8-Maschinen mit insgesamt 346 Todesopfern. In beiden Fällen erfolgte der Absturz aufgrund fehlerhafter Daten des Anstellwinkelsensors AoA, der das Maneuvering Characteristics Augmentation Systems (MCAS) aktivierte. Dieses System greift automatisch in die Steuerung des Flugzeugs ein, verstellt die Höhenflosse und drückt die Nase des Flugzeugs nach unten.
Weltweit wurden daher Flugverbote für alle 371 in Dienst gestellten Maschinen „MAX“-Versionen erteilt. Weitere Auslieferungen der 737 MAX wurden gestoppt, was für Boeing im 2. Quartal 2019 5,6 Milliarden US-Dollar Umsatzausfall verursachte. Für Schadenersatzansprüche und weitere Kosten durch das Grounding wurden 4,9 Milliarden Dollar zurückgestellt. Insgesamt führte dies zum Ausweis eines Konzernquartalsverlusts von 2,9 Milliarden US-Dollar, dem bis dahin größten in der Geschichte des Unternehmens. Innerhalb der ersten neun Monate des Geschäftsjahres 2019 gingen die Auslieferungen ziviler Boeing-Flugzeuge gegenüber dem Vorjahr um 47 Prozent auf 302 Stück zurück. Im selben Zeitraum stieg der Börsenkurs von Boeing um 21 %.
Eine unabhängige Expertenkommission, die Bauweise der MAX 737, Zulassung und Abstürze untersuchte, kritisierte sowohl Boeing als auch die Federal Aviation Administration (FAA). Der Hersteller habe nicht genügend Informationen übermittelt, die Luftfahrtbehörde habe nicht genügend Personal für die Überprüfung. Auch wurde die Qualifikation der FAA-Beamten in Frage gestellt. Im Raum steht auch der Vorwurf, die FAA habe wesentliche Schritte der Zertifizierung Boeing selbst überlassen. Anfang Oktober 2019 waren etwa einhundert Klagen wegen der Abstürze und des Groundings gegen Boeing anhängig.
Am 11. Oktober 2019 beschloss der Boeing-Aufsichtsrat, dass Dennis Muilenburg die Funktion des Aufsichtsratsvorsitzenden mit sofortiger Wirkung an David Calhoun abgibt, einen Manager der Beteiligungsgesellschaft Blackstone. Muilenburg blieb Vorstandsvorsitzender, doch wurde sein Rückzug aus dem Aufsichtsrat in der Presse als Entmachtung interpretiert. Er musste am 30. Oktober 2019 vor einem Ausschuss des US-Kongresses aussagen. Dennis Muilenburg gab am 23. Dezember 2019 an, auch von seinem Amt als CEO mit sofortiger Wirkung zurücktreten zu wollen. Neuer Konzernchef ist David L. Calhoun.
Am 16. Dezember 2019 gab das Unternehmen bekannt, die Produktion der Max 737 ab Januar vorübergehend einzustellen.
Eine weitere Belastung für den Konzern in Höhe von 0,4 Mrd. Dollar entstand durch die nötige Wiederholung eines im Dezember 2019 fehlgeschlagenen Erprobungsflugs von Boeings neuem bemannten Raumschiff CST-100 Starliner. Der Fehlschlag ist auf Softwareprobleme zurückzuführen.
Boeing gab im Januar 2020 bekannt, dass das Modell 737 Max keine Flugzulassung bis mindestens Mitte 2020 erhalten werde. Boeing musste dadurch weitere Kompensationen an Abnehmer des Flugzeugs zahlen. Den Einigungen mit American Airlines oder Southwest Airlines folgten Verhandlungsphasen mit europäischen Airlines wie Ryanair, TUIfly oder Norwegian. Schätzungen gingen von 12 Milliarden Dollar an Kompensationszahlungen aus. 422 fertige Flugzeuge vom Typ 737-Max konnten bis April 2020 nicht ausgeliefert werden. Rund 200 Bestellungen von Leasingfirmen wurden storniert.
Die US-Wiederzulassung erfolgte im November 2020.

### Auswirkung der Covid-19-Pandemie 2020
Die Produktion bei Boeing wurde aufgrund der Pandemie in mehreren Werken am 25. März eingestellt und rund einen Monat später wieder aufgenommen. Nicht zurückkehrenden Arbeitern wurden Abfindungen angeboten und die Produktionsraten aller Flugzeugtypen wurden reduziert. Rund 5500 Arbeiter verließen Boeing freiwillig mit Abfindungen und rund 6700 Arbeiter erhielten im Mai die Kündigung. In den ersten 11 Monaten des Jahres 2020 wurde die vergleichsweise kleine Anzahl von 118 neuen Boeing-Jets an Kunden übergeben.
Im Herbst 2020 prognostizierte Boeing für den nachfolgenden Zehnjahreszeitraum einen Nachfragerückgang für Linienjets um etwa 2270 Flugzeuge beziehungsweise um 11 %.

### Weitere Zwischenfälle und Rücktritte
Im Januar 2024 ordnete die US-amerikanische Luftfahrtaufsichtsbehörde FAA ein Flugverbot für die meisten Boeing 737 Max 9 an, da bei dem Flug Alaska-Airlines-Flugs 1282 kurz nach dem Start die Abdeckplatte („Door Plug“) einer nicht benötigten Türöffnung abbrach. Eine erste Untersuchung deckte Produktionsmängel beim Zulieferer Spirit AeroSystems auf, der unter anderem Rumpfbauteile für die Boeing 737, die Boeing 777 die Boeing 787, den Airbus A350 und den Airbus A220 fertigt. Zudem waren die von Spirit gelieferten Teile durch Boeing nicht ausreichend kontrolliert worden.
Am 25. März 2024 gab Präsident und CEO Dave Calhoun für Ende 2024 den Rücktritt bekannt. Der Vorstandsvorsitzende Larry Kellner stellt sich bei der kommenden Jahreshauptversammlung nicht mehr zur Wiederwahl. Der Vorstand ernannte Steve Mollenkopf zum Nachfolger. Der Präsident und CEO von Commercial Airplanes, Stan Deal, wurde von Stephanie Pope ersetzt, da er den Ruhestand antritt. Ob der durch Gewaltanwendung verursachte Tod des Boeing-Whistleblowers John Barnett, der seit 2019 öffentlich Sicherheitsprobleme bei Boeing bekannt machte, in Bezug mit den Rücktritten steht, ist noch unklar. Im Mai 2024 wurde ein weiterer Insider, ein Qualitätsprüfer und Whistleblower des Boeing-Zulieferers Spirit AeroSystems, tot aufgefunden. Joshua Dean starb an einer Bakterien-Infektion, die mit Antibiotika nicht zu behandeln war. Er galt zuvor als „kerngesund“.
 Boeing-Chef Dave Calhoun sagte bei einer Senatsanhörung, Boeing übte Vergeltung gegen Mitarbeiter, die Sicherheitsbedenken äußerten.
Ende Juli 2024 gab der Unternehmensvorstand das vorzeitige Ausscheiden von Calhoun zum 7. August 2024 sowie die Ernennung von Kelly Ortberg zum neuen Präsident & CEO ab 8. August 2024 bekannt.
Am 12. Oktober 2024 vermeldete Boeing weitere Verzögerungen beim Bau der Boeing 777X. Des Weiteren kündigte Boeing die Streichung von rund 17.000 Stellen an.
Im Mai 2025 kam es zu einer Einigung mit dem US-Justizministerium. Auf Anweisung von Präsident Trump wird eine strafrechtliche Verfolgung wegen der beiden Flugzeugabstürze mit Boeing 737 Max und 346 Todesopfern eingestellt. Im Gegenzug kann sich Boeing mit insgesamt rund 932 Millionen US-Dollar an Geldstrafe (487,2 Millionen US $) und Opferentschädigung (444,6 Millionen US $) freikaufen.

## Geschichte im Raketenbau
In den 1950er-Jahren betrat Boeing mit der Entwicklung der ballistischen Interkontinentalrakete Minuteman technisches Neuland. Darauf aufbauend konnte der Konzern in der Raumfahrt erfolgreich Fuß fassen: Boeing produzierte unter anderem die erste Stufe der Mondrakete Saturn V.

## Vorstand
Der Boeing-Vorstand setzt sich wie folgt zusammen (Stand August 2024):
- Kelly Ortberg (Präsident & CEO seit 8. August 2024)
- Stephanie Pope (COO)
- Brian West (CFO)
- Brett C. Gerry (CLO, seit 2019)
- Darrin Hostetler (CCO)
- Todd Citron (CTO)
- Uma Amuluru
- William Ampofo
- Brian Besanceney
- Stephen Biegun
- Theodore Colbert III (seit 2019)
- Michael D’Ambrose
- Stanley A. Deal (seit 2019)
- Michael Delaney
- Susan Doniz
- Mike Fleming
- Elizabeth Lund
- Howard McKenzie
- Brian Moran
- Kimberly Pastega
- Brendan Nelson
- Ziad Ojakli
- Chris Raymond

## Lobbying
Wie in den Vereinigten Staaten üblich nimmt auch Boeing mittels Lobbying Einfluss auf die US-Politik und staatliche Beschaffungsmaßnahmen, hier vor allem im Rüstungs- und Raumfahrtbereich: 2018 gab das Unternehmen 15,1 Millionen US-$ für Lobbyisten aus; damit lag es im 20-Jahreszeitraum seit 1998 auf Platz 10 aller US-Konzerne. Zum Vergleich: In der Fortune-500-Liste der umsatzstärksten US-Unternehmen befand sich Boeing im Jahr 2018 auf Platz 27.
Auch beim Verteilen von Wahlkampfspenden an Vertreter beider großen Parteien, der Republikaner und der Demokraten, macht Boeing keine Ausnahme. Die Spenden werden zumeist recht gleichmäßig verteilt. Als Unternehmen mit Staatsaufträgen kann Boeing nicht höhere Summen an Kandidaten direkt übergeben. Aber Political Action Committees, unterstützt von Mitarbeitern, spenden regelmäßig höhere Beträge. Vor der Präsidentschaftswahl 2016 erhielt Hillary Clinton, die lange Zeit als sichere Siegerin gehandelt wurde, 229.000 $, Donald Trump hingegen nur 42.500 $. Spenden von Boeing an die Inaugurationskomitees der neu gewählten Präsidenten sind legal. Sowohl Barack Obama im Jahr 2013 als auch Donald Trump im Jahr 2017 erhielten jeweils rund eine Million Dollar. Bei den Halbzeitwahlen in den Vereinigten Staaten 2018 gab Boeing 4,5 Millionen US-$ für Wahlkampfspenden aus.

## Staatliche Subventionen
Boeings Forschungs- und Entwicklungsarbeit wird seit vielen Jahren in hohem Maße von der US-Regierung über die NASA, das US-Verteidigungsministerium, das US-Handelsministerium und andere Regierungsstellen subventioniert. Seit 1990 erhielt Boeing ca. 23,7 Milliarden US-Dollar an Regierungssubventionen. Zusätzlich erhält Boeing etwa 200 Millionen US-Dollar an Exportsubventionen nach dem Extraterritorial Income Exclusion Act (obwohl diese von der WTO als illegal erklärt wurden).
Die massiven Verstöße Boeings gegen Festlegungen im „Übereinkommen über Subventionen und Ausgleichsmaßnahmen“ der WTO sowie gegen das 1992 geschlossene US-EU Agreement on Trade in Large Civil Aircraft führten zu zahlreichen Beschwerden der EU bei der WTO, und im Gegenzug zu Beschwerden der USA bezüglich illegaler Subventionierung des Hauptkonkurrenten Airbus. Ein Nachweis für unerlaubte Subventionierung ist sehr schwierig, da Boeing wie EADS (Airbus) Umsätze zu erheblichen Anteilen mit Rüstungsaufträgen der eigenen Regierungen machen. Daher müsste bewiesen werden, dass die Regierungen bei Rüstungsgütern überhöhte Preise akzeptieren. Im März 2010 sah die WTO amerikanische Vorwürfe teilweise bestätigt.

## Geschäftszahlen
Im Geschäftsjahr 2019 erwirtschaftete Boeing einen Umsatz von 76,6 Mrd. USD, was einem Zuwachs von mehr als 50 % innerhalb von 19 Jahren entspricht. Der Verlust belief sich 2019 auf 0,6 Mrd. USD und der Börsenwert zum Jahresende auf ca. 206 Mrd. USD, ein Anstieg von über 250 % gegenüber dem Börsenwert zum Jahresende 2000.
| Jahr | Umsatz | Gewinn | Bilanz- summe | Börsen- wert |
| ---- | ------ | ------ | ------------- | ------------ |
| 2000 | 051,3  | −02,1  | 043,5         | 057,8        |
| 2001 | 058,2  | −02,8  | 049,0         | 032,5        |
| 2002 | 054,1  | −00,5  | 052,3         | 027,7        |
| 2003 | 050,3  | −00,7  | 053,0         | 026,4        |
| 2004 | 051,4  | −01,9  | 056,2         | 033,7        |
| 2005 | 053,6  | −02,6  | 060,0         | 041,1        |
| 2006 | 061,5  | −02,2  | 051,8         | 044,5        |
| 2007 | 066,4  | −04,1  | 059,0         | 066,3        |
| 2008 | 060,9  | −02,7  | 053,8         | 067,2        |
| 2009 | 068,3  | −01,3  | 062,1         | 031,0        |
| 2010 | 064,3  | −03,3  | 068,6         | 040,0        |
| 2011 | 068,7  | −04,0  | 080,0         | 048,0        |
| 2012 | 081,7  | −03,9  | 088,9         | 052,1        |
| 2013 | 086,6  | −04,6  | 092,7         | 056,9        |
| 2014 | 090,8  | −05,5  | 092,9         | 102,0        |
| 2015 | 096,1  | −05,2  | 094,4         | 091,9        |
| 2016 | 094,6  | −04,9  | 090,0         | 096,1        |
| 2017 | 093,4  | −08,2  | 092,3         | 133,7        |
| 2018 | 101,1  | −10,5  | 117,4         | 179,6        |
| 2019 | 076,6  | 0−0,6  | 133,6         | 206,0        |
| 2020 | 058,2  | −11,9  | 152,1         | 148,2        |
| 2021 | 062,3  | 0−4,2  | 138,6         | 231,0        |
| 2022 | 066,6  | 0−4,9  | 137,1         | 112,4        |
| 2023 | 077,8  | 0−2,2  | 137,0         | 160,9        |

## Geschäftsfelder

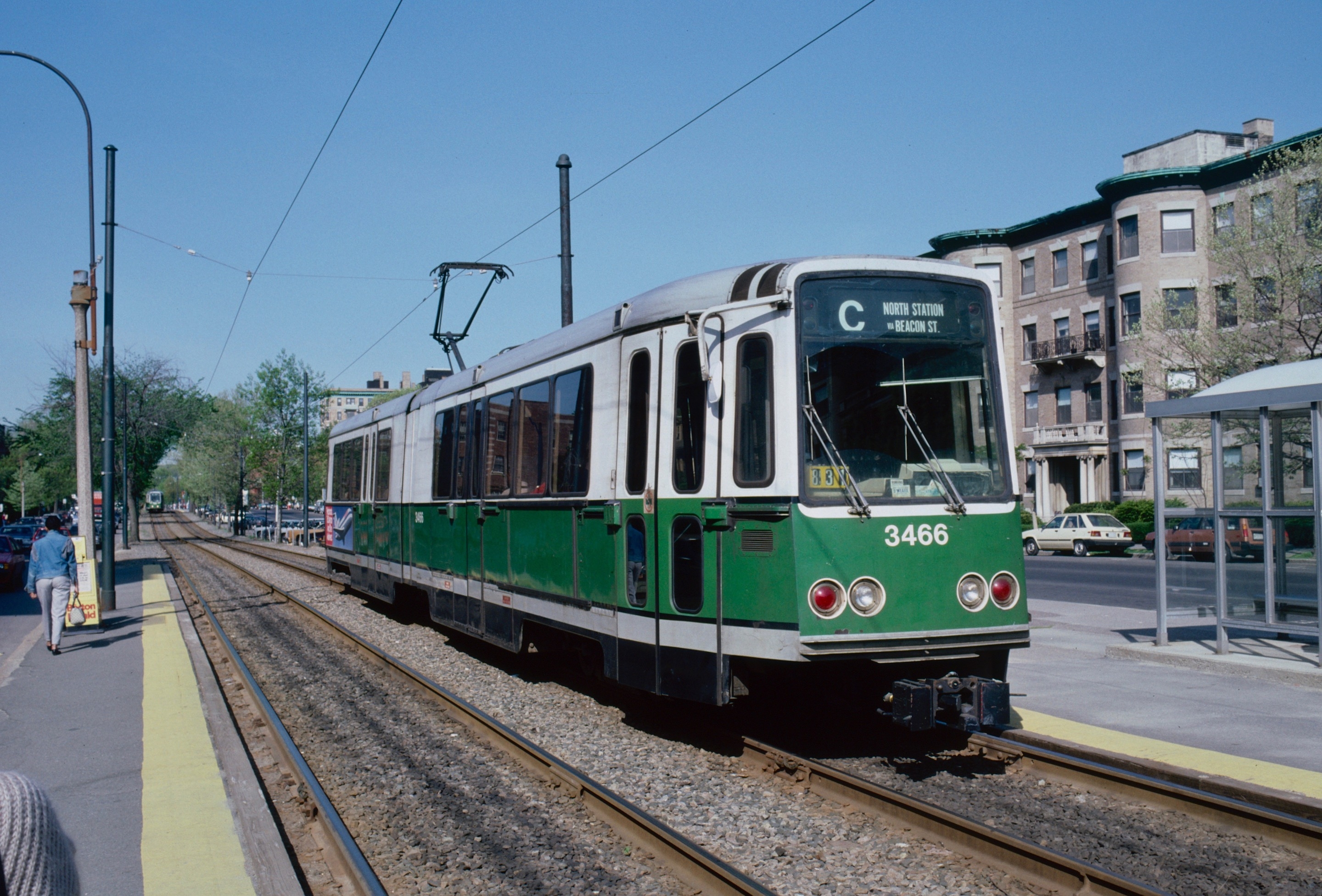
Boeing LRV

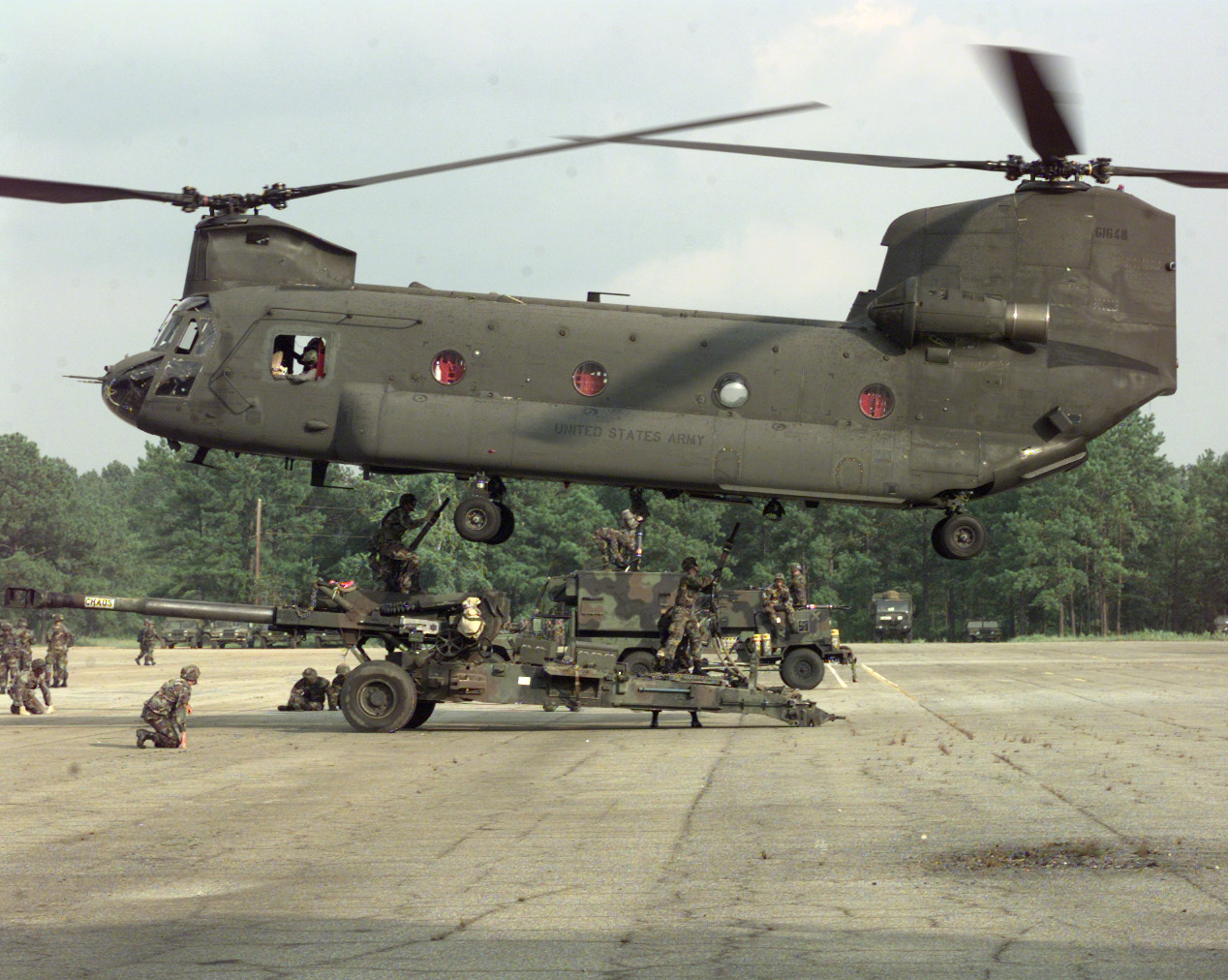
Boeing CH-47 Chinook

### Commercial Airplanes
Boeings Hauptgeschäft seit Gründung der Firma ist die Entwicklung und der Bau von Verkehrsflugzeugen (englisch Commercial Airplanes).

### Boeing Vertol
Boeing Vertol ist seit 1960 eine eigene Abteilung von Boeing. Die frühere Vertol Aircraft Corporation ging aus der Piasecki Helicopter Corporation hervor und hat ihren Sitz in Morton, Pennsylvania. Neben Hubschraubern stellte sie auch Schienenfahrzeuge her.

### Boeing Defense, Space and Security
Zum Bereich Verteidigung, Raumfahrt und Sicherheit gehören die Abteilungen Boeing Military Aircraft, Global Services & Support, Network & Space Systems und Phantom Works sowie Joint Ventures.

### Boeing Capital
Diesem Geschäft liegt in erster Linie die Finanzierung der firmeneigenen Geschäftsbereiche und Tochterfirmen zugrunde. Boeing Capital tritt weltweit außerdem auch als Kapitalgeber für den Kauf von Boeings Produkten in Erscheinung.

### Boeing Hydrofoils

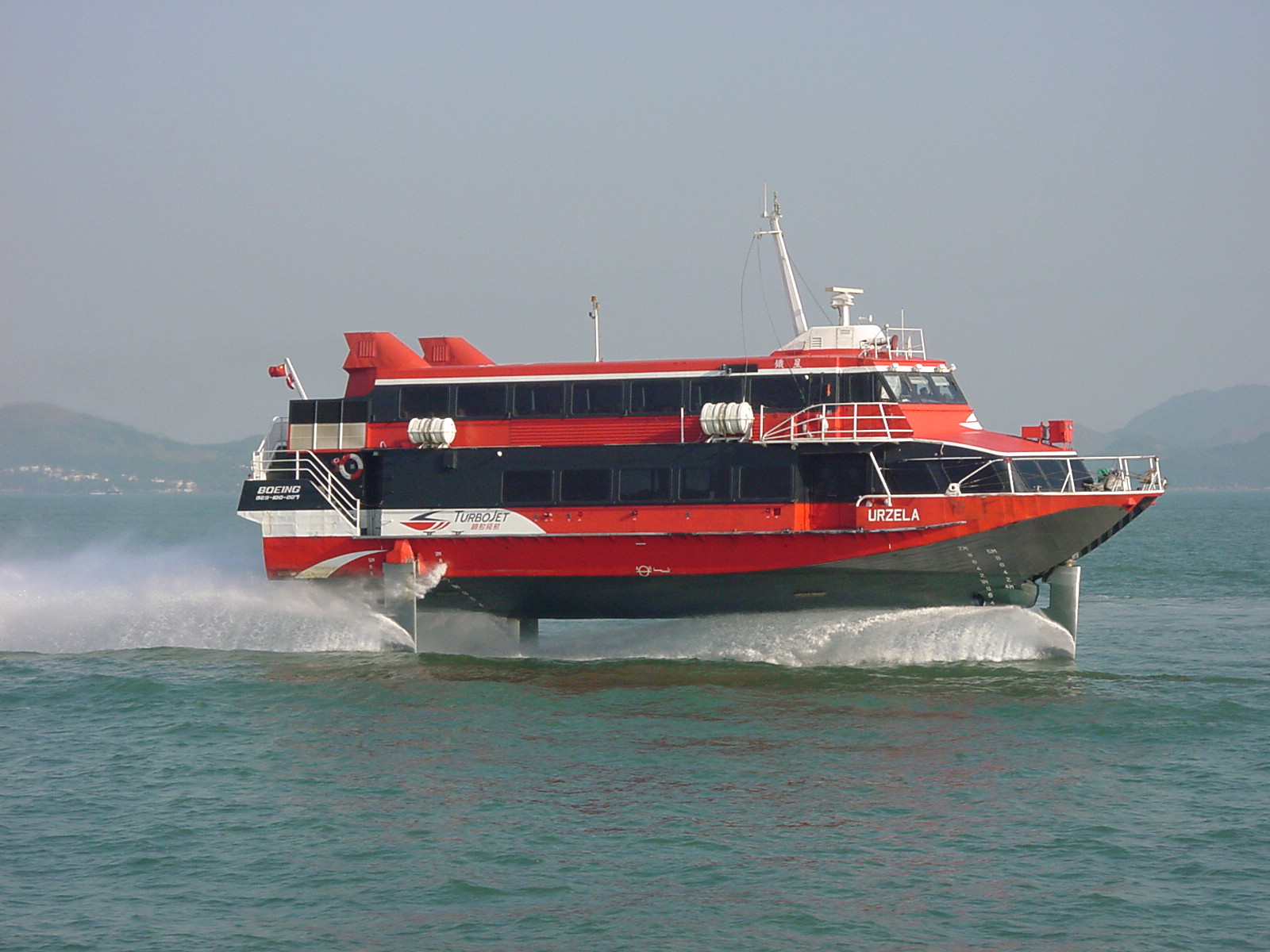
Boeing Jetfoil 929

Ab 1974 wurden auch Tragflügelboote (auch JETFOILs genannt) hergestellt; zum Beispiel das Modell Boeing 929. Aktuell werden keine Schiffe mehr produziert.

## Flugzeugbestellungen und -auslieferungen

### Flugzeugbestellungen
Von 1955 bis zum Mai 2006 wurden bei Boeing insgesamt 17.521 Flugzeuge bestellt.
Den Bestellungen stehen eventuelle Abbestellungen und Umwandlungen in Orders für andere Flugzeugtypen gegenüber, sodass sich teilweise negative Zahlen bei einzelnen Typen ergeben.
| Jahr      | Bestellungen abzüglich Stornierungen und Umwandlungen | Bestellungen abzüglich Stornierungen und Umwandlungen                                                                                       | Bestellungen abzüglich Stornierungen und Umwandlungen | Bestellungen abzüglich Stornierungen und Umwandlungen | Bestellungen abzüglich Stornierungen und Umwandlungen | Bestellungen abzüglich Stornierungen und Umwandlungen | Bestellungen abzüglich Stornierungen und Umwandlungen | Bestel- lungen | Stornie- rungen |
| Jahr      | Boeing 717                                            | Boeing 737 | Boeing 747                                            | Boeing 767                                            | Boeing 777                                            | Boeing 787                                            | gesamt                                                | Bestel- lungen | Stornie- rungen |
| --------- | ----------------------------------------------------- | --- | ----------------------------------------------------- | ----------------------------------------------------- | ----------------------------------------------------- | ----------------------------------------------------- | ----------------------------------------------------- | -------------- | --------------- |
| 2003      | −08                                                   | 0206 | 04                                                    | −1                                                    | 010                                                   | 012                                                   | 0239                                                  | 0240           | 001             |
| 2004      | −08                                                   | 0147 | 10                                                    | 09                                                    | 042                                                   | 056                                                   | 0272                                                  | 0277           | 005             |
| 2005      | −14                                                   | 0569 | 43                                                    | 15                                                    | 154                                                   | 235                                                   | 1002                                                  | 1029           | 027             |
| 2006      | nicht mehr im An- gebot                               | 0729 | 72                                                    | 10                                                    | 076                                                   | 157                                                   | 1044                                                  | 1050           | 006             |
| 2007      | nicht mehr im An- gebot                               | 0846 | 21                                                    | 36                                                    | 141                                                   | 369                                                   | 1413                                                  | 1423           | 010             |
| 2008      | nicht mehr im An- gebot                               | 0484 | 03                                                    | 28                                                    | 054                                                   | 093                                                   | 0662                                                  | 0669           | 007             |
| 2009      | nicht mehr im An- gebot                               | 0178 | 02                                                    | 02                                                    | 019                                                   | −59                                                   | 0142                                                  | 0263           | 121             |
| 2010      | nicht mehr im An- gebot                               | 0486 | −1                                                    | 03                                                    | 046                                                   | 0−4                                                   | 0533                                                  | 0625           | 092             |
| 2011      | nicht mehr im An- gebot                               | 0551 | −1                                                    | 42                                                    | 200                                                   | 013                                                   | 0805                                                  | 0921           | 116             |
| 2012      | nicht mehr im An- gebot                               | 1124 | 01                                                    | 22                                                    | 068                                                   | −12                                                   | 1203                                                  | 1339           | 136             |
| 2013      | nicht mehr im An- gebot                               | 1046 | 12                                                    | 02                                                    | 113                                                   | 182                                                   | 1355                                                  | 1531           | 176             |
| 2014      | nicht mehr im An- gebot                               | 1104 | 0                                                     | 04                                                    | 283                                                   | 041                                                   | 1432                                                  | 1550           | 118             |
| 2015      | nicht mehr im An- gebot                               | 0588 | 02                                                    | 49                                                    | 058                                                   | 071                                                   | 0768                                                  | 0878           | 110             |
| 2016      | nicht mehr im An- gebot                               | 0550 | 17                                                    | 26                                                    | 017                                                   | 058                                                   | 0668                                                  | 0848           | 180             |
| 2017      | nicht mehr im An- gebot                               | 0745 | −2                                                    | 15                                                    | 060                                                   | 094                                                   | 0912                                                  | 1053           | 141             |
| 2018      | nicht mehr im An- gebot                               | 0675 | 18                                                    | 40                                                    | 051                                                   | 109                                                   | 0893                                                  | 1090           | 197             |
|           | nicht mehr im An- gebot                               | Die folgenden Zahlen beinhalten nur die Bestellungen der ersten drei Quartale und sind mit den vorherigen Zahlen nicht direkt vergleichbar. |                                                       |                                                       |                                                       |                                                       |                                                       |                |                 |
| 2019 Q1–3 | nicht mehr im An- gebot                               | 0−53 | 0                                                     | 26                                                    | 036                                                   | 047                                                   | 0056                                                  | 0170           | 114             |

### Flugzeugauslieferungen
| Jahr | Boeing 717                 | Boeing 737 | Boeing 747 | Boeing 757                 | Boeing 767 | Boeing 777 | Boeing 787                 | gesamt |
| ---- | -------------------------- | ---------- | ---------- | -------------------------- | ---------- | ---------- | -------------------------- | ------ |
| 2003 | 12                         | 173        | 19         | 14                         | 24         | 39         | noch nicht in Pro- duktion | 281    |
| 2004 | 12                         | 202        | 15         | 11                         | 09         | 36         | noch nicht in Pro- duktion | 285    |
| 2005 | 13                         | 212        | 13         | 02                         | 10         | 40         | noch nicht in Pro- duktion | 290    |
| 2006 | 05                         | 302        | 14         | nicht mehr in Pro- duktion | 12         | 65         | noch nicht in Pro- duktion | 398    |
| 2007 | nicht mehr in Pro- duktion | 330        | 16         | nicht mehr in Pro- duktion | 12         | 83         | noch nicht in Pro- duktion | 441    |
| 2008 | nicht mehr in Pro- duktion | 290        | 14         | nicht mehr in Pro- duktion | 10         | 61         | noch nicht in Pro- duktion | 375    |
| 2009 | nicht mehr in Pro- duktion | 309        | 06         | nicht mehr in Pro- duktion | 11         | 68         | noch nicht in Pro- duktion | 394    |
| 2010 | nicht mehr in Pro- duktion | 376        | 0          | nicht mehr in Pro- duktion | 12         | 74         | noch nicht in Pro- duktion | 462    |
| 2011 | nicht mehr in Pro- duktion | 372        | 09         | nicht mehr in Pro- duktion | 20         | 73         | 003                        | 477    |
| 2012 | nicht mehr in Pro- duktion | 415        | 31         | nicht mehr in Pro- duktion | 26         | 83         | 046                        | 601    |
| 2013 | nicht mehr in Pro- duktion | 440        | 24         | nicht mehr in Pro- duktion | 21         | 98         | 065                        | 648    |
| 2014 | nicht mehr in Pro- duktion | 485        | 19         | nicht mehr in Pro- duktion | 06         | 99         | 114                        | 723    |
| 2015 | nicht mehr in Pro- duktion | 495        | 18         | nicht mehr in Pro- duktion | 16         | 98         | 135                        | 762    |
| 2016 | nicht mehr in Pro- duktion | 490        | 09         | nicht mehr in Pro- duktion | 13         | 99         | 137                        | 748    |
| 2017 | nicht mehr in Pro- duktion | 529        | 14         | nicht mehr in Pro- duktion | 10         | 74         | 136                        | 763    |
| 2018 | nicht mehr in Pro- duktion | 580        | 06         | nicht mehr in Pro- duktion | 27         | 48         | 145                        | 806    |
| 2019 | nicht mehr in Pro- duktion | 126        | 07         | nicht mehr in Pro- duktion | 43         | 45         | 158                        | 379    |
| 2020 | nicht mehr in Pro- duktion | 043        | 05         | nicht mehr in Pro- duktion | 30         | 26         | 053                        | 157    |
| 2021 | nicht mehr in Pro- duktion | 261        | 07         | nicht mehr in Pro- duktion | 32         | 24         | 014                        | 338    |
| 2022 | nicht mehr in Pro- duktion | 386        | 05         | nicht mehr in Pro- duktion | 33         | 24         | 031                        | 479    |
| 2023 | nicht mehr in Pro- duktion | 396        | 01         | nicht mehr in Pro- duktion | 32         | 26         | 073                        | 528    |

Weiteres
- Am 14. August 1989 wurde das 1000. Flugzeug der Produktion in Everett (eine Boeing 767-300ER für SAS Scandinavian Airlines) ausgeliefert.
- Am 15. Mai 1998 wurde das 2000. Flugzeug der Produktion in Everett (eine Boeing 747-400 für British Airways) ausgeliefert.
- Am 13. Februar 2006 verließ die 5000. Boeing 737 die Produktionslinie, ein Flugzeug für Southwest Airlines.
- Von 1958 bis Mai 2006 lieferte Boeing insgesamt 15.457 Flugzeuge aus.
- Am 28. August 2007 lieferte Boeing das 3000. Großraumflugzeug (eine 777-200ER an Korean Airlines) aus.
- Am 2. Februar 2011 verließ die 1000. Boeing 767 die Endmontagelinie in Everett, eine 767-300ER für All Nippon Airways (ANA).[74]
- Im März 2012 wurde das 1000. Flugzeug der 777-Familie (eine 777-300ER für Emirates) ausgeliefert.[75]
- Am 2. Dezember 2016 wurde die 500. Boeing 787 ausgeliefert, eine 787-9 für AerCap, die das Flugzeug an Air France verleaste.[76]

### Flugzeugpreise
Die Preise für die Flugzeuge variieren je nach Konfiguration. Die folgende Tabelle gibt eine Übersicht der Durchschnittspreise für das Jahr 2012 (Angaben in Millionen US-Dollar):
| Boeing-737-Familie |       |           |       |           |       |           |       |
| 737-700            | 74,8  | 737-800   | 89,1  | 737-900ER | 94,6  |           |       |
| Boeing-747-Familie |       |           |       |           |       |           |       |
| 747-8              | 351,4 | 747-8F    | 352   |           |       |           |       |
| Boeing-767-Familie |       |           |       |           |       |           |       |
| 767-200ER          | 160,2 | 767-300F  | 185,4 | 767-300ER | 182,8 | 767-400ER | 200,8 |
| Boeing-777-Familie |       |           |       |           |       |           |       |
| 777-200ER          | 258,8 | 777-200LR | 291,2 | 777-300ER | 315   | 777F      | 295,7 |
| Boeing-787-Familie |       |           |       |           |       |           |       |
| 787-8              | 206,8 | 787-9     | 243,6 |           |       |           |       |

## Flugzeugtypen

### Namensgebung der Produktpalette
Die Namen der Verkehrsflugzeuge der Firma Boeing beginnen und enden mit der Zahl sieben. Das erste Boeing-Passagierflugzeug mit Düsenantrieb, die Boeing 707, wurde am 26. Oktober 1958 von der US-Fluglinie Pan Am in Dienst gestellt. Boeing hatte sich, wie die meisten Flugzeughersteller, mit und nach dem Zweiten Weltkrieg zu rein militärischen Firmen entwickelt. William McPherson Allen, damals Präsident, ordnete an, Boeing solle von nun an auch wieder Flugzeuge für den zivilen Luftverkehr fertigen. Das erste Verkehrsflugzeug sollte „Boeing 700“ heißen, das Marketingteam von Boeing war jedoch der Meinung, dass eine „7“ am Ende einfach besser klinge. Angesichts der schrägen Flügelpfeilung der 707 wurde im Allgemeinen angenommen, das sich die Bezeichnung auf die ersten drei Ziffern der Sinus und Cosinus – Berechnungen von 45 Grad ableiten würde, denn die nach hinten geneigten, anstatt im 90-Grad-Winkel angebrachten, Flügel waren zu dieser Zeit neu. Aber in Wirklichkeit beträgt die Pfeilung nur 35 Grad. Ebenso falsch waren die Vermutungen, dass die Namensgebung der 707 mit dem fiktiven britischen Geheimagenten 007 in Verbindung stehen oder die Zahl der beförderten Passagiere darstellt würde, selbst die größte Variante (707-320C) fasste nur 219 Passagiere. Vielmehr hatte „Seven-oh-seven“ für die Namensgeber einen angenehmeren Klang als „double-oh-seven“.
Die kommerzielle Produktpalette des Unternehmens folgt dem „7x7“-Muster: 707, 717 bis zur 787. Ausnahme ist die Boeing 720 als kürzere Variante der 707, die für kürzere Strecken und Starts auf kürzeren Start- und Landebahnen eingesetzt wurde. Boeing benannte seine Flugzeuge in der Vergangenheit zur Vereinfachung der Referenzierung immer fortlaufend, die Identifikationsnummer der Flugzeuge hilft bei der Unterscheidung zwischen verschiedenen Produkten im Boeing-Portfolio:
- 100 für frühere Typen. Boeing verwendet diese Bezeichnung nicht mehr, tat dies jedoch rückwirkend für die allerersten Doppeldecker, die es baute.
- 200 für frühe Eindecker-Designs, die vom zeitgenössischen Doppeldecker-Trend abwichen.
- 300 und 400 für kommerzielle Propellerflugzeuge (sowie den Jet 367-80, der schließlich zum Prototyp der 707 wurde).
- 500 für Turbinen-Flugzeug mit Turbomotor.
- 600 für Flugkörper und raketengetriebene Geräte.
- 700 für düsengetriebene Verkehrsflugzeuge.
- 800 ist derzeit ungenutzt.
- 900 für Boote. Boeing konstruierte einst ein Turbojet-Tragflügelboot mit der Bezeichnung 929.[79]

Zusätzliche Buchstaben am Ende der Typbezeichnung und der Serie eines Flugzeugs sind eine weitere Beschreibung des Jets und unterscheiden ihn weiter von anderen Flugzeugen desselben Typs und derselben Größe. Zu den für Boeing-Flugzeuge verwendeten Suffixen gehören:
- BCF: Boeing-Umrüstfrachter
- BDSF: Spezialfrachter
- C: Convertible (Umwandelbar: Flugzeug Können vom  Passagierflugzeug zum Frachtflugzeug umgebaut werden)
- ER: Erweiterte Reichweite
- ERSF: Erweiterte Reichweite, Spezialfrachter
- F: Frachter
- i (absichtlich klein geschrieben): Intercontinental. Dies gilt speziell für die 747-8. Die 747-8i ist einfach die Passagiervariante der letzten 747-Generation von Boeing
- LR: Langstrecken
- M: Kombi (Flugzeuge mit speziellen Fracht- und Passagierabteilen)
- SCD: Seitliche Laderaumtür
- SR: Kurze Reichweite.[81]

In der 737-Familie hatte jede Generation mehrere Serien. Die Flugzeugfamilie 737 begann mit der -100, reichte aber bis zur -900:
- 737 Original: -100 und -200. Die -200 ist eine verlängerte Version der -100.
- 737 Classic: -300, -400, -500. Die -400 war eine Erweiterung der -300, dagegen ist die -500 eine verkleinerte Version der -300.
- 737 Next Generation (NG): -600, -700, -800, -900. Die -600 war eine Aktualisierung der kurzen -500 und ist die kleinste Version der NG-Serie. Anders als bei der Nummerierung der Classic-Serie entspricht jede aufsteigende Zahl einer weiteren Verlängerung der 737, die -900 ist das längste der NG-Flugzeuge ist.
- 737 MAX: Die Benennung dieser 737er-Serie weicht von früheren Generationen ab und verwendet einzelne Ziffern statt dreier (genau wie bei der 787-Familie). Bei den MAX-Jets ist die MAX 7 die kürzeste Version der Familie. Mit aufsteigenden Nummern werden die Flugzeuge länger: MAX 8, MAX 9 und die längste Version ist die MAX 10.  Die 737 MAX 200 ist eine hochverdichtete Variante der MAX 8. Von einigen Fluggesellschaften wurde das Wort MAX aus dem Namen gestrichen. Singapore Airlines benennt die 737 MAX 8 der Air Canada als denselben Flugzeugtyp als „737-8“.

Oft stellen die beiden letzten der drei Ziffern und in neuerer Zeit Buchstaben eine Kennzeichnung für die Fluggesellschaft dar, wie die für Delta Air Lines gebaute 737-800er als 737-832 bezeichnet wurde. Weitere Beispiele sind American Airlines 737-823, Continental Airlines (jetzt fusioniert mit United Airlines): 737-824, Ryanair: 737-8AS, Southwest Airlines: 737-8H4 und Westjet Airlines 737-8CT.

### Zivilflugzeuge

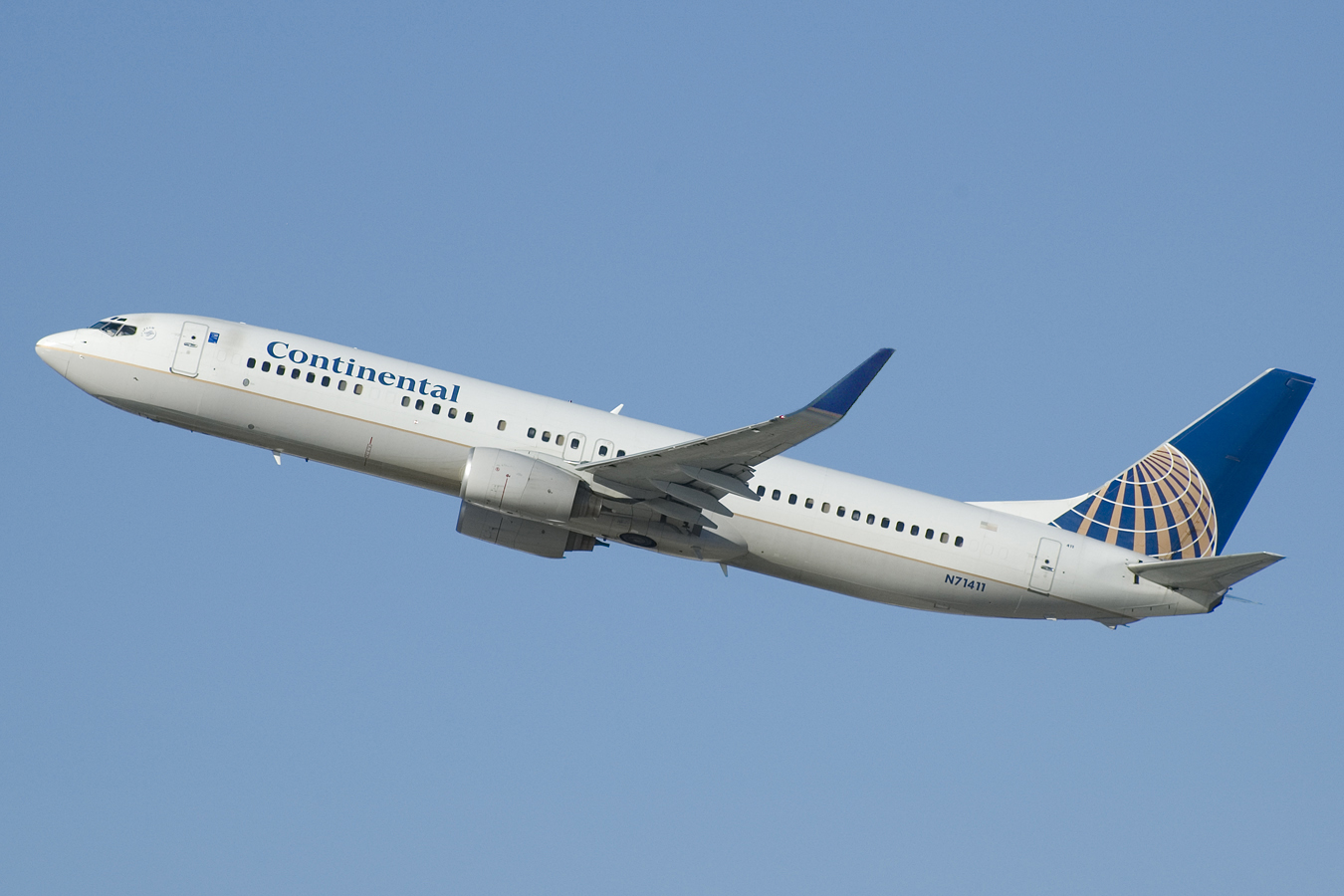
Boeing 737-900 von Continental Airlines

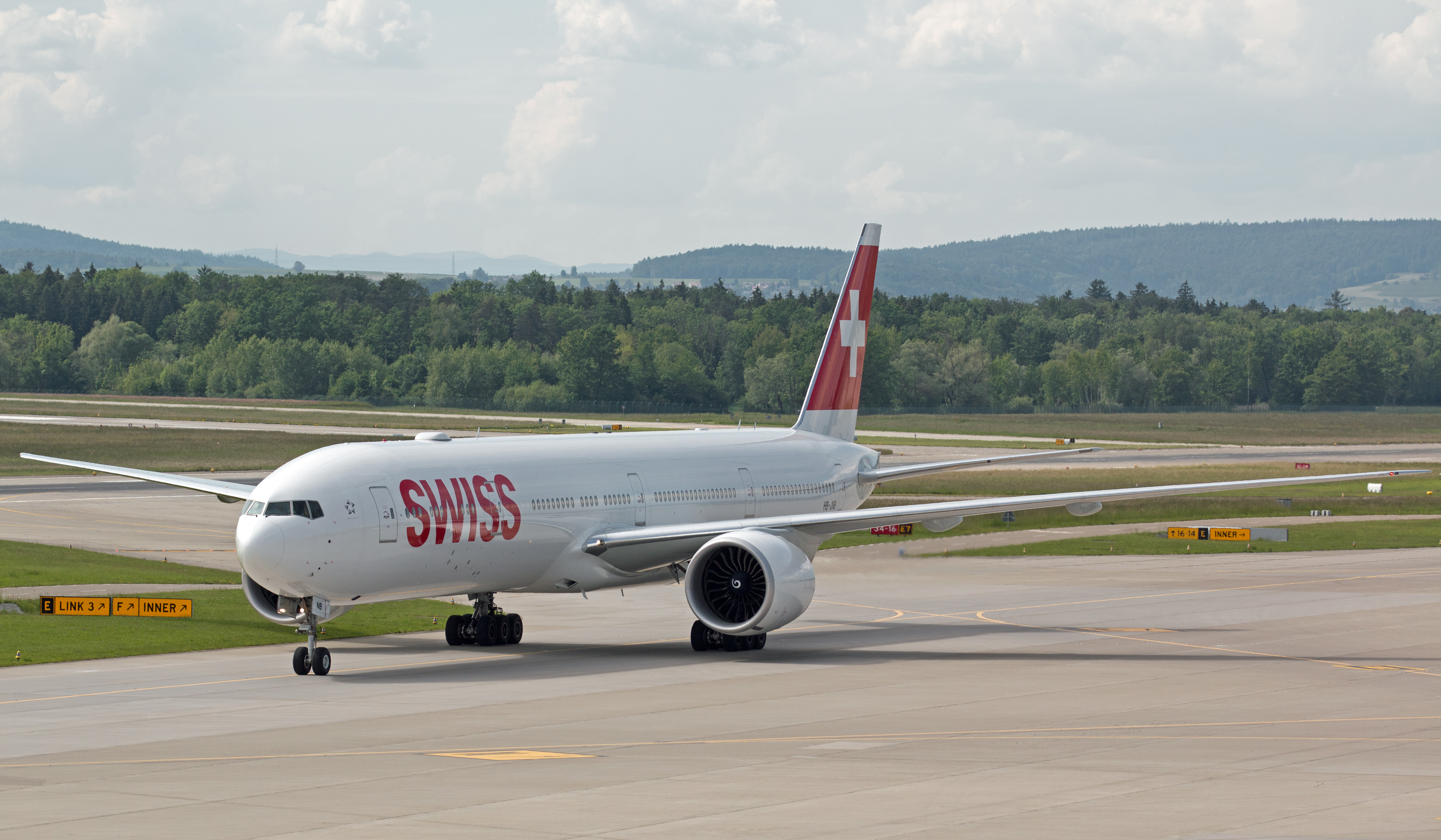
Eine Boeing 777-300ER von Swiss

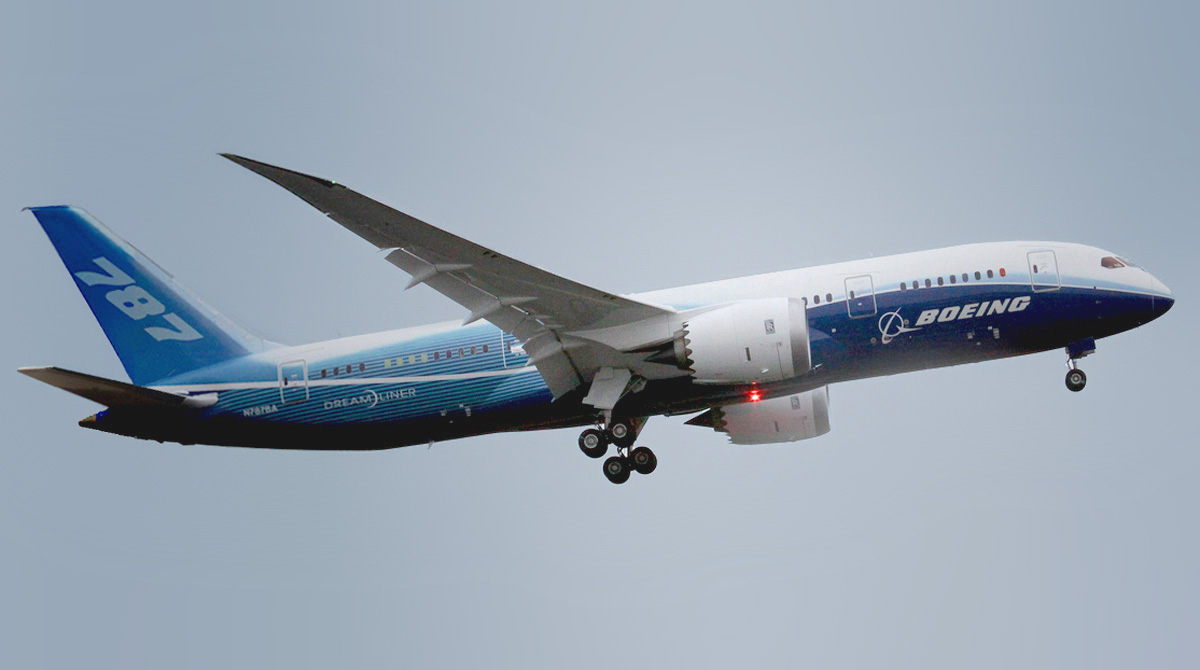
Die Boeing 787-8 in Werksbemalung von Boeing

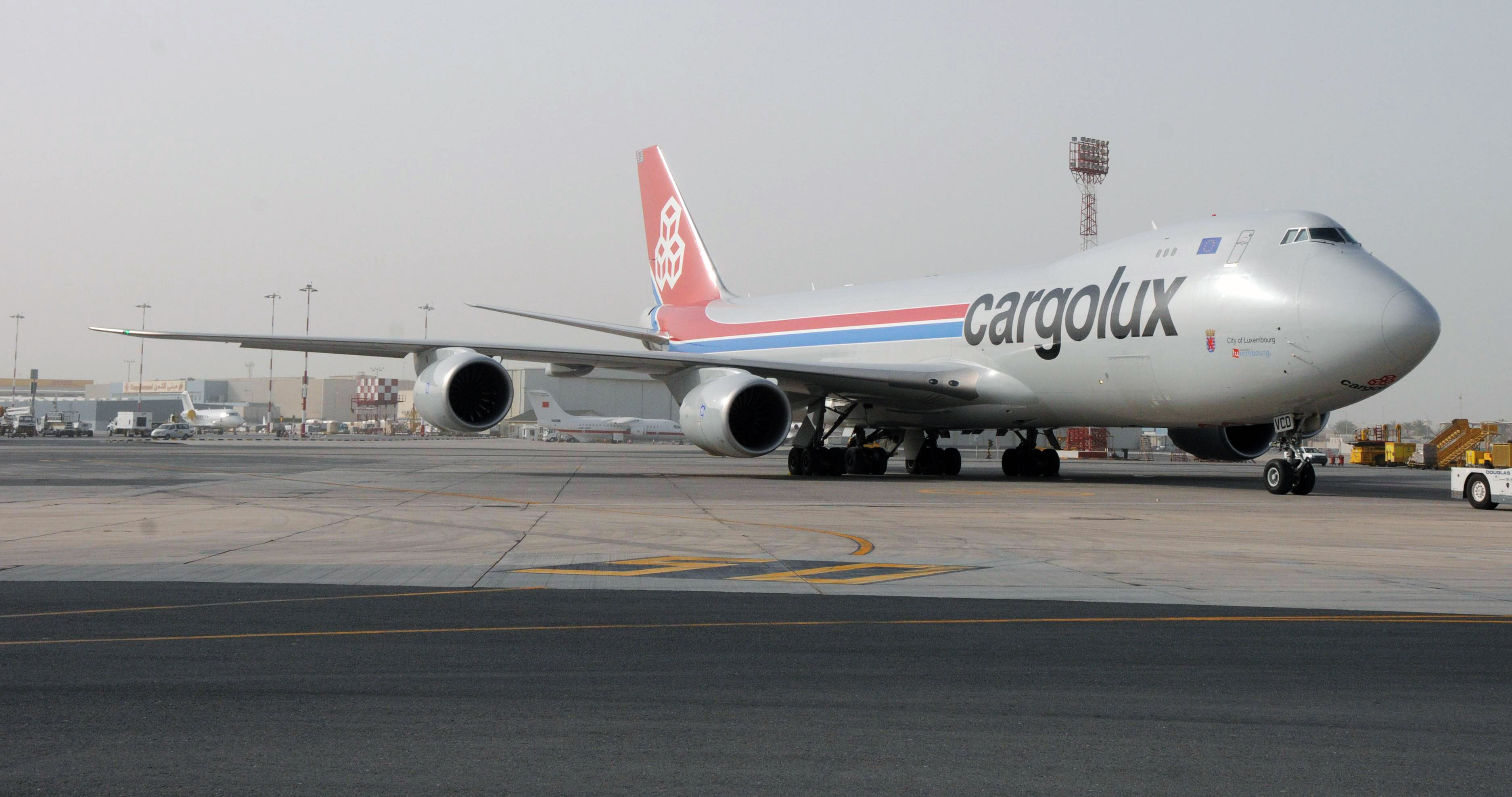
Boeing 747-8F von Cargolux

#### Aktuell produziert
- Boeing 737 MAX in den Varianten -7, -8, -9 und -10
- Boeing 767 in der Fracht- und Militärvariante
- Boeing 777 in den Passagiervarianten -200ER, -200LR, -300ER und der Frachtvariante -200F
- Boeing 787 in den Varianten -8, -9 und -10
- Boeing Business Jet in den Varianten BBJ (737-700BBJ), BBJ 2 (737-800BBJ), BBJ 3 (737-900BBJ)[82]

#### Aktuell geplant
- Boeing 777X

#### Nicht mehr angeboten
- Boeing 247
- Boeing 307
- Boeing 314
- Boeing 367-80
- Boeing 377
- Boeing 707
- Boeing 717
- Boeing 720
- Boeing 727
- Boeing 737 in allen Varianten von -100 bis -500
- Boeing 737 „Next Generation“ in den Varianten -600, -700, -800 und -900ER
- Boeing 747
- Boeing 757

#### Ehemals geplant
- Boeing B-2707 (Ende der 1960er-Jahre geplantes Überschallflugzeug, Projekt eingestellt)
- Boeing 7J7 (Ende der 1980er-Jahre geplanter Nachfolger der Boeing 727, Projekt eingestellt)
- Boeing 787-3 (Ende der 2000er-Jahre für Japan geplant, Projekt eingestellt)
- Boeing Sonic Cruiser (Mitte der 1990er-Jahre geplantes Flugzeug, sollte knapp unter der Schallgrenze fliegen, Projekt eingestellt)
- Boeing 797 (Projekt 2020 eingestellt)

Die genaue Bezeichnung eines Flugzeugs variierte bis zur Einführung der 787 und der Max-Serien in den letzten zwei Stellen, so bedeutet bspw. 737-86N(WL), dass es sich um eine 737-800 mit Winglets handelt, die nach dem Boeing Customer Code der Leasing-Firma GECAS gehört. Speziell bei Leasingfirmen bedeutet dies jedoch nicht, dass das Flugzeug unter dem Eigentümernamen oder dessen Länderkennzeichen fliegt.

### Wichtige militärische Flugzeuge
Neben Waffensystemen, Raketen (Minuteman), Lenkflugkörpern (z. B. Peacekeeper), Hubschraubern (u. a. AH-64 Apache, RAH-66 Comanche) sowie Überwachungs- und Schulungsflugzeugen produziert Boeing Kampfflugzeuge, Jagdflugzeuge und Bomber sowie Tank- und Transportflugzeuge.
Der Umsatz von Boeing mit Rüstungsgütern belief sich 2012 auf 27,6 Milliarden Dollar.

## Landfahrzeuge
Boeing baute die Mondautos für das Apollo-Programm der NASA.

## Betriebsstätten
Es gibt unter anderem diese drei großen Werften für zivile Flugzeuge:
- Everett (Washington) (Boeing-Werk Everett)
- Renton (Washington)
- North Charleston (South Carolina)[86]